# Svidnea, Sofia
Svidnea (în bulgară Свидня) este un sat în comuna Svoghe, regiunea Sofia,  Bulgaria. 

## Demografie
Componența etnică a satului Svidnea
     Bulgari (95,77%)
     Nicio identificare (4,22%)
     Altele (0,37%)
La recensământul din 2011, populația satului Svidnea era de 1.065 locuitori. Din punct de vedere etnic, majoritatea locuitorilor (95,77%) erau bulgari. Pentru 4,22% din locuitori nu este cunoscută apartenența etnică.